# Stenopa affinis
Stenopa affinis är en tvåvingeart som beskrevs av Quisenberry 1949. Stenopa affinis ingår i släktet Stenopa och familjen borrflugor. Inga underarter finns listade i Catalogue of Life.